# Нозьер (Шер)
Нозье́р (фр. Nozières) — коммуна во Франции, находится в регионе Центр. Департамент — Шер. Входит в состав кантона Сент-Аман-Монтрон. Округ коммуны — Сент-Аман-Монтрон.
Код INSEE коммуны — 18169.

## География
Коммуна расположена приблизительно в 240 км к югу от Парижа, в 140 км южнее Орлеана, в 40 км к югу от Буржа.
Вдоль восточной границы коммуны протекает река Шер.

## Население
Население коммуны на 2008 год составляло 230 человек.
| 1962 | 1968 | 1975 | 1982 | 1990 | 1999 | 2008 |
| ---- | ---- | ---- | ---- | ---- | ---- | ---- |
| 180  | 189  | 151  | 154  | 228  | 231  | 230  |

## Администрация
| Период | Период | Фамилия          | Партия        | Примечания |
| ------ | ------ | ---------------- | ------------- | ---------- |
| 1995   | 2011   | Жан-Батист Бодон | Разные правые |            |
| 2011   | 2014   | Жаклин Маллар    | беспартийная  |            |

## Экономика
Основу экономики составляет сельское хозяйство.
В 2007 году среди 152 человек в трудоспособном возрасте (15-64 лет) 113 были экономически активными, 39 — неактивными (показатель активности — 74,3 %, в 1999 году было 73,3 %). Из 113 активных работали 106 человек (57 мужчин и 49 женщин), безработных было 7 (1 мужчина и 6 женщин). Среди 39 неактивных 6 человек были учениками или студентами, 17 — пенсионерами, 16 были неактивными по другим причинам.

## Достопримечательности
- Церковь Сен-Паксан (XI век). Исторический памятник с 1971 года[3]
  - Бронзовый колокол (XV век). Исторический памятник с 1913 года[4]
- Замок Фероль

## Фотогалерея

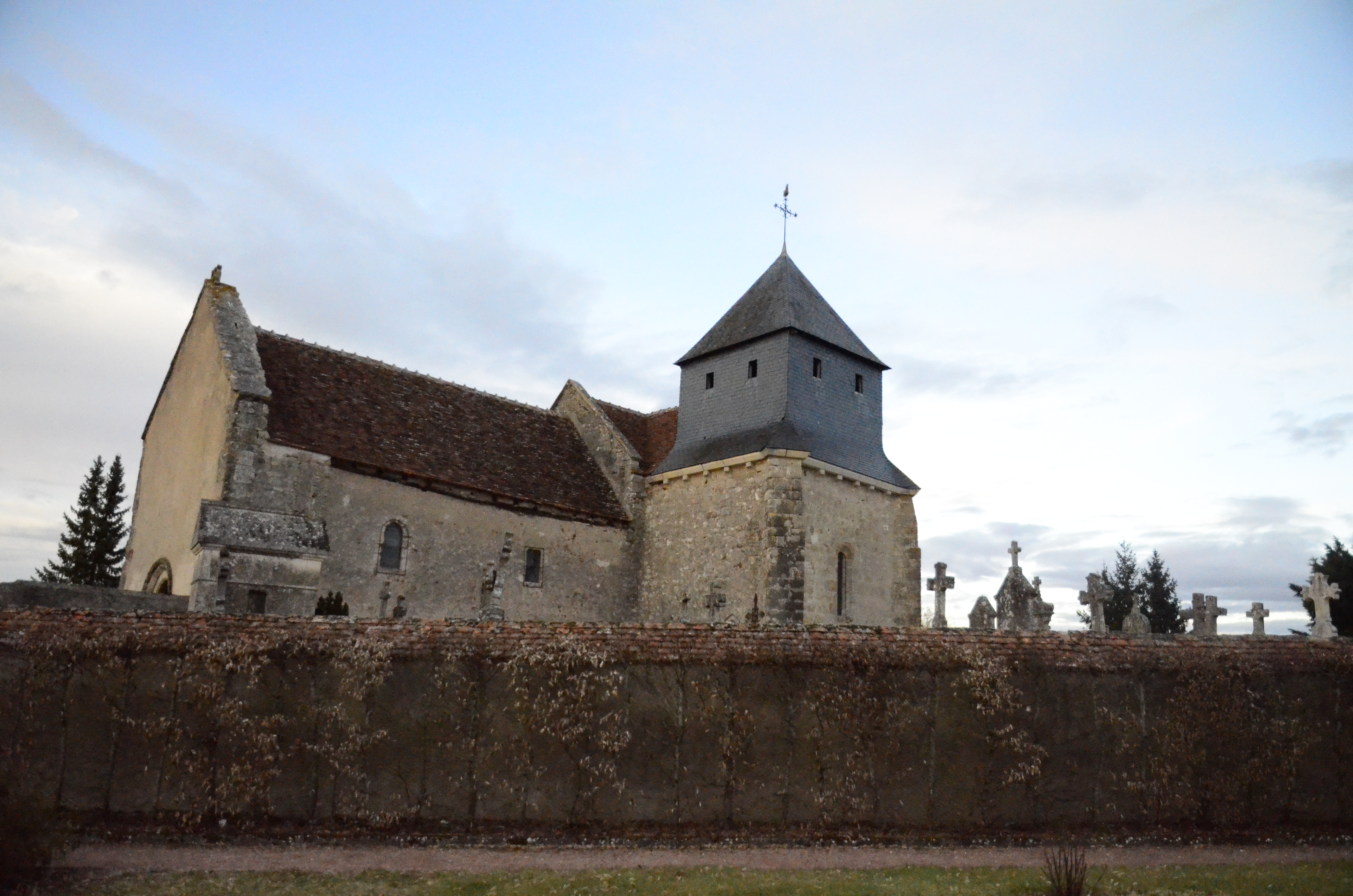
Церковь Сен-Паксан
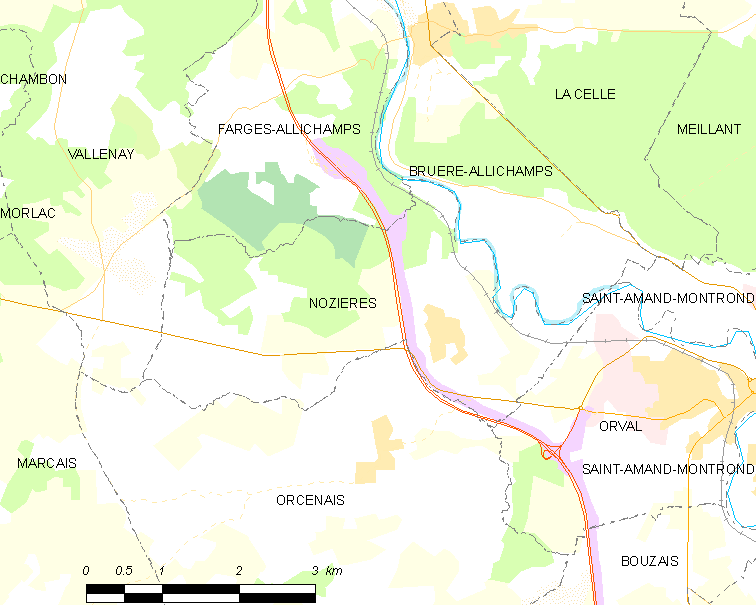
Карта коммуны